# Genevese

Stemma di Conti del Genevese

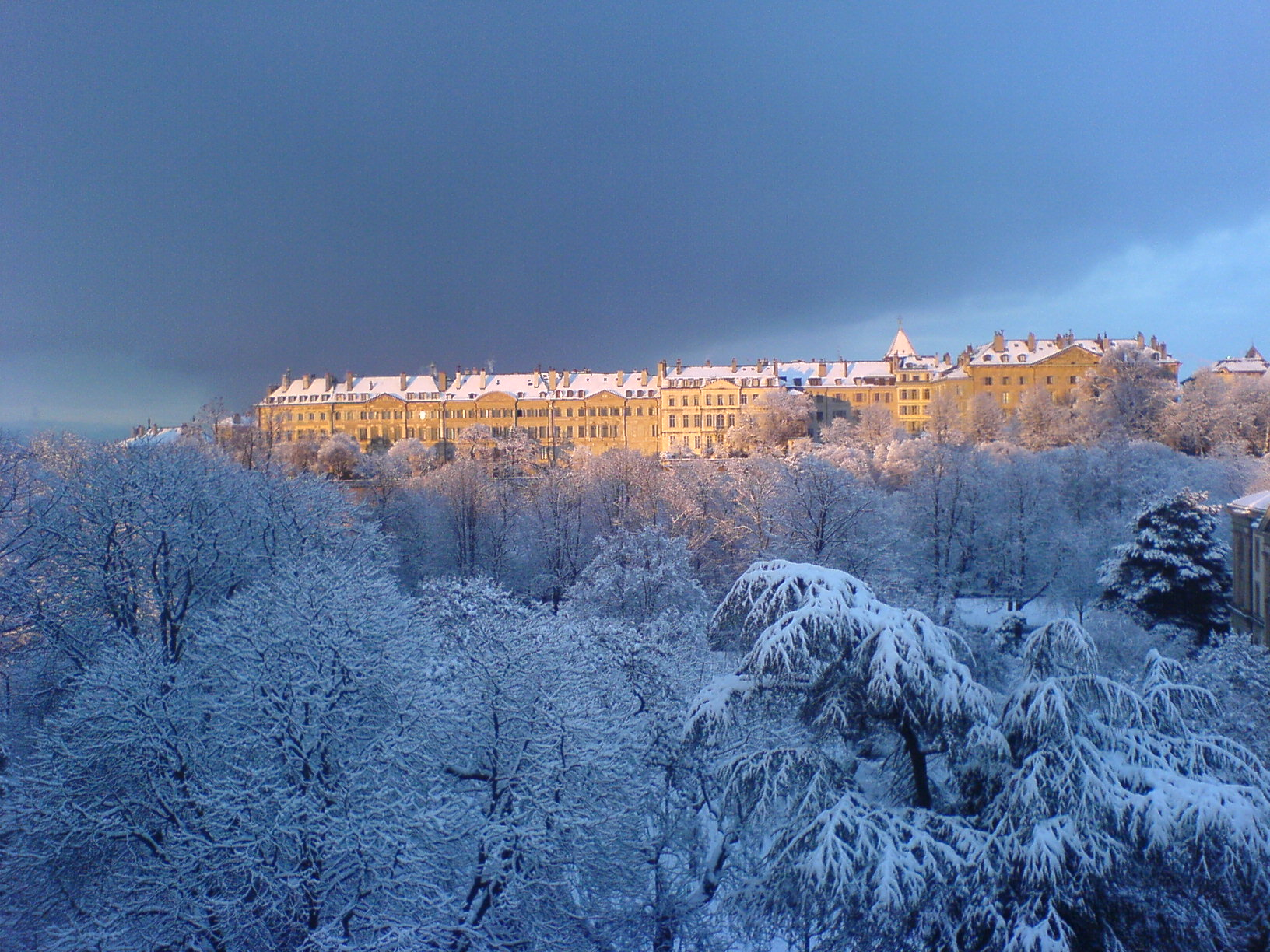
La città vecchia di Ginevra

Il Genevese (in francese Genevois, in arpitano Genevês) fu una provincia del Ducato di Savoia. La sua capitale fu Annecy e tra gli altri centri della regione includeva Faverges, Thônes e La Clusaz. Confinava con la provincia di Carouge a nord-ovest, Faucigny a nord-est e con la Savoia propriamente detta a sud-est e a sud-ovest.
Il titolo di Conte di Ginevra (in francese: Genève) si originò nel X secolo, nel Regno di Borgogna; esso venne portato da Aymar di Ginevra, che sposò Berta, figlia del Conte Baldovino III delle Fiandre, e morto nel 1016. I loro figlio, Geraudo, Conte di Ginevra, nacque attorno al 1012 e morì nel 1045 circa.
Ginevra e le sue dipendenze erano mantenute nelle mani di un solo signore, ma le zone ad ovest ed alla fine del Lago di Ginevra, che godevano di una posizione strategica, vennero presto persi. Stimolati da questi insuccessi, i vescovi di Ginevra si resero una forza indipendente, e i Conti di Savoia accerchiarono il territorio e controllarono le vie di commercio principali. La capitale dei conti di Ginevra era stabilita all'epoca nella fortezza di Annecy.
All'estinzione della linea maschile dei conti di Ginevra, Roberto di Ginevra venne elevato al soglio pontificio dai cardinali francesi, riunitisi in collegio per tentare con un antipapa di controbattere la politica dell'irascibile Urbano VI; eletto il 20 settembre 1378, Roberto prese il nome di Clemente VII. Inaspettatamente, con la morte del fratello, egli gli succedette come conte nel 1392. Roberto, col possesso di questi territori, era virtualmente indipendente dalla presenza dei conti di Savoia. Con la sua morte, la Casa di Ginevra si estinse e i suoi domini passarono ad Umberto VII di Thoire e Villars (m. 1400). L'anno successivo alla morte di Umberto, il suo erede vendette la contea ad Amedeo VIII di Savoia. Sebbene gli eredi della casa del Genevese continuassero a protestare anche con azioni legali (che si protrassero sino al 1424) contro questa vendita, Amedeo annesse il territorio ai domini dei Savoia, che erano da poco stati elevati a Ducato dall'Imperatore Sigismondo di Lussemburgo.
Essa venne successivamente ceduta in appannaggio a diversi principi savoiardi prima di essere definitivamente compresa nel Ducato di Savoia nel 1659. Attualmente viene mantenuta nella titolazione di casa Savoia come titolo di cortesia.

## Stemma
(Antonio Manno, Bibliografia storica degli Stati della monarchia di Savoia, 1893)